# Лукойл-Экоэнерго

Старый логотип 2005-2010 гг.

ООО «Лукойл-Экоэнерго» (до 2010 года — Южная генерирующая компания — ТГК-8) — российская энергетическая компания. Полное наименование — «Общество с ограниченной ответственностью „Лукойл-Экоэнерго“». Штаб-квартира расположена в Ростове-на-Дону. Основана 22 марта 2005 года. Компания на 100 % принадлежит ОАО «Лукойл». Генеральный директор — Александр Фёдоров.
География присутствия — три региона Южного федерального округа (Ростовская область, Краснодарский край и республика Адыгея). Основной вид деятельности — производство электрической энергии. Суммарная электрическая мощность станций компании — 290,5 МВт.

## История
Компания была создана в 2005 году в результате реформы РАО «ЕЭС России». Структуры группы компаний «Лукойл» (Gatecraft Ltd, аффилированная с ИФД «Капиталъ») получили контроль над ТГК-8 в октябре 2007 года после выкупа дополнительной эмиссии и госпакета акций этой генерирующей компании.
14 июля 2009 года на внеочередном общем собрании акционеров было принято решение о реорганизации ЮГК ТГК-8 путём преобразования его в общество с ограниченной ответственностью с сохранением соответствующих долей участия. На базе генерирующих филиалов были созданы дочерние компании: Лукойл-Астраханьэнерго, Лукойл-Волгоградэнерго, Лукойл-Кубаньэнерго и Лукойл-Ростовэнерго, в составе исходной компании остались только гидрогенерирующие активы. В конце 2010 года компания «ЮГК — ТГК-8» поменяла название на «Лукойл-Экоэнерго».

## Деятельность
Компании принадлежат следующие электростанции:
- Белореченская ГЭС;
- Краснополянская ГЭС;
- Майкопская ГЭС;
- Цимлянская ГЭС.